# Literatura huilense
El Huila es una provincia de Colombia célebre por su folclor, importancia política, música y literatura. Estos son algunos de sus referentes literarios: 
Uldarico Leyva (1813-1879)
Presidente del Estado Soberano del Tolima. Gobernador de Neiva en 1845. Fundó la primera Escuela Normal de Neiva. Concurrió al Senado de la República en 1858. En 1860 publicó "República" y "A los hombres de bien".
Gabriel González Gaitán (1819-1893)
Médico y político. Secretario de Gobierno de Ignacio Manrique, su labor en favor de la instrucción pública fue notable. En 1883 fue elegido Presidente del Estado del Tolima, como candidato del radicalismo, hizo un llamamiento a la unidad y solicitó el concurso de los conservadores en su gestión. Escribió artículos políticos para El DIario de Cundinamarca.
José María Rojas Garrido (1824-1883) 
El mejor orador en la historia de Colombia. Estadista, diplomático, jurista, parlamentario, educador. En 1848 fundó la "Sociedad Democrática" cuyo objetivo era difundir las ideas de la Revolución de ese año. Director del Colegio Provincial de Neiva, Gobernador, Representante a la Cámara y congresista en numerosas ocasiones. Formó parte de la Asamblea Constituyente de 1858 y fue designado Alcalde de Bogotá ese mismo año. En 1860 sirvió como Ministro del Interior y en 1861 como Ministro de Relaciones Exteriores. En 1863 fue la estrella de la Convención Nacional de Rionegro. Publicó en 1875 un "Tratado de Ciencia Constitucional". 
Francisco Eustaquio Álvarez (1827-1897)
Filósofo y estadista. En 1852 dirigió "El Constitucional" y en 1869 y 1870 "El Foro". Representante al Congreso, defendió las ideas liberales. Presidente de la Corte Suprema de Justicia, rector de la Universidad Republicana y segundo suplente del Procurador General de la Nación. En 1873 redactó "El Patriota". Senador en varias oportunidades desde 1880. Publicó "Manual de Lógica", "Juicio sobre la administración de Núñez", "El canto del cisne" y "A la Nación".
José Eustasio Rivera (1889-1928)
Exponente del parnasianismo poético, abogado y estadista. Es el escritor más conocido del Huila. Su novela La Vorágine (1924) es considerada por muchos la más importante de la literatura latinoamericana del siglo XX. Con ella integra una prosa dramática, vigorosa, enmarcada dentro de la novela telúrica, y la denuncia de las pésimas condiciones de vida de los caucheros. De su labor poética se conservan los eximios sonetos de "Tierra de Promisión". Rivera, además de creador literario, fue un hombre de gran sensibilidad social que luchó por proteger a los indígenas y a los colonos de la selva amazónica, contra los abusos de la tenebrosa cauchera conocida como la “Casa Arana”. También destacó en misiones diplomáticas y en diálogos sobre asuntos de fronteras entre Colombia y países vecinos. 
Joaquín García Borrero (1894-1948)
Pensador, historiador y escritor. Autor de los libros de historia "Neiva en el siglo XVII", "Neiva en el siglo XVIII", "El Huila y sus aspectos", y el poemario "Algos". 
Andrés Rossa Summa (1929-2004)
Italiano de nacimiento, sacerdote, teólogo, educador, escritor, filósofo, músico y crítico del arte radicado en el Huila desde su juventud. Un hombre virtuoso que vivió santamente, generoso y decidido a formar ciudadanos honestos y comprometidos. Escribió un "Manual de Filosofía" y numerosos sermones. Fundador del Conservatorio Departamental de Música y de los coros polifónicos del Huila. Compositor de varios himnos, entre ellos, el de Neiva y el que fuera el himno del Huila hasta 1997. Como docente, fue profesor y rector del Colegio Salesiano San Medardo en la capital huilense.
Humberto Tafur Charry (1935)
Escritor y columnista. Autor de las colecciones de cuentos "La paz de los carteles" y "Los cazadores".
Isaías Peña Gutiérrez (1943)
Profesor, escritor y crítico literario. Fundador del Taller de Escritores de la Universidad Central de Bogotá, promotor cultural y columnista en varios medios de comunicación.
Antonio Iriarte Cadena (1945-2012)
Licenciado en Ciencias de la Educación y Literatura, Master of Arts de la Universidad del Norte de Iowa. Autor de "Los maestros del Huila: reconocimiento y transformación de su quehacer", "El retador de Vivaldi", "El Colegio de Elías o el fin de la hegemonía del proyecto laico", "El Arte de Maravillar" y "La Razón Vulnerada". Fue profesor en la Universidad Surcolombiana y fundador del Gimnasio Humanístico del Alto Magdalena.
Pompilio Iriarte Cadena (1945)
Profesor, pintor, músico, escritor y filósofo. Como poeta, suele utilizar el pseudónimo de "Angel Marcel". Ha publicado "Una pausa total", "Transgresión y Anacronismo" y "Obras completas". Ex asesor de la Presidencia de la República de Colombia. Ha ganado los premios de poesía Alférez Real y Carlos Castro Saavedra. Ex Director de Humanidades del Politécnico Colombiano y de la Escuela Colombiana de Ingenieros. Docente del Gimnasio Moderno y Director Cultural del Politécnico Grancolombiano.
Benhur Sánchez Suárez (1946) 
Nació en Pitalito. Es abogado, pintor, escritor, editor, diseñador gráfico y promotor cultural. Egresado de Artes de la Universidad de los Andes y en la Escuelas Colombianas de Arte. Ex Director del Instituto Huilense de Cultura y ex director de Asuntos Culturales del Banco de la República en la ciudad de Ibagué. También fue coordinador de las páginas literarias de Facetas, edición dominical de El Nuevo Día. En el campo de la pintura ha participado en el Salón Nacional de Artistas Rechazados (Bogotá, 1970), en la I Bienal de Artes Gráficas (Cali, 1970), en el Salón Nacional de Artistas (Bogotá, 1976) y en el IV Salón Regional de Artistas (Ibagué, 2005). Textos suyos han sido traducidos al francés, al alemán, al italiano y al inglés.
En la actualidad está dedicado a la pintura y a la escritura, es columnista de El Nuevo Día y colaborador del Boletín Cultural y Bibliográfico del Banco de la República. Es miembro correspondiente de la Academia de Huilense de Historia. En la Feria Internacional del Libro de Bogotá 2014, lanzó su colección "Maestros Contemporáneos".
Ha obtenido numerosas distinciones, tales como la Bandeja de Plata del Salón Departamental de Pintura (1969), Medalla de Oro del Salón Nacional de Artistas Rechazados (1970), Medalla José Eustasio Rivera (1989 y 1994), Primer puesto en la VI Muestra Departamental del Tolima (2015), Premio EscriDuende al mejor escritor hispanoamericano de la Editorial Sial Pigmalión (2017) y el Reconocimiento "Orgullo laboyano Pitalito 200 años" (2018).
De su prolífica producción destacan las novelas "La solterona", "El cadáver", "La noche de tu piel", "A ritmo de hombre", "Venga le digo", "Memoria de un Instante", "Así es la vida, amor mío", "Victoria en España", "El Frente inmóvil" y "Buen viaje, General"; los libros de cuentos "Los recuerdos sagrados", "Cuentos con la Mona Cha", "Historia de los malos tiempos", "Cuentos, antología personal", "El buzo negro y otros cuentos", "En el comienzo", y "Cuentos de mi Abuelo"; los textos de crítica "Narrativa e historia, el Huila y su ficción", "Humberto Tafur, en busca de la perfección", "Arte, Música y Literatura", "Identidad cultural del Huila en su narrativa y otros ensayos" y "Esta noche de noviembre"; los textos filosóficos "Crónica de un sueño" y "Mi ejercicio de la reflexión"; y los poemarios "Sobres de manila", "Laboyos y otros textos con memoria" y "Las señales de la ausencia".
Yezid Morales Ramírez (1946)
Licenciado en Diseño y Pedagogía del Arte. Ha publicado "Pretextos para una sonata", "Presagio" y "Monólogos de uno que no sueña". Ex director de la Biblioteca Departamental del Huila. Como pintor ha participado en múltiples exposiciones a nivel nacional e internacional.
William Fernando Torres (1955)
Doctor en Filología Hispánica de la Universidad Autónoma de Barcelona. Organizó los conversatorios "Historias de Bajo Pedregal" e "Historias de la Sierra y el Desierto". Premio Iberoamericano Chamán de Narración Oral Escénica en 1993. Autor de "Agua del Albadán" (poesía).
Marco Tulio Polo Salcedo (1952)
Nació en 1952 en Gigante, Huila. Autor de "Cartas de Goma y otras ficciones" y "Cuarto de amor discreto". Incluido en el libro Sin Rastro, realizado por la ONU en Colombia. En la década de 1970 participó activamente en la creación de Itusco, en la Universidad Surcolombiana en el Huila. Abogado de la Universidad Libre y cofundador de “Teorema” Arte y Literatura. Ejercita su afición al cine con la elaboración de pequeñas películas en video, sobre el folclor y la literatura de su tierra.
Guillermo Martínez González (1954-2016)
Escritor, ensayista, librero y editor. Autor de "Diario de media noche", "Declaración de amor a las ventanas", "Puentes de Niebla", "Marx y los poetas", "El árbol puro del río", y "Mitos y leyendas del Alto Magdalena". Asimismo, tradujo al español "El bosque de los bambués", "Poemas de Li Po", "Poemas de Wang Wei" y "Poemas de Lu Xun". Trabajó como asesor lingüístico de la revista China Hoy. Fue director del Instituto Huilense de Cultura, director de Trilce Editores y de la revista literaria "Pretextos".
Guillermo González Otálora (1956)
Licenciado en lingüística y literatura. Autor de “Usted está loco”, "La Puerta Ignorada" y “La Casa". Ex director del Instituto Huilense de Cultura. 
Jairo Herrera Cardoso (1959)
Periodista, locutor, escritor y comentarista de los festivales del Reinado Nacional del Bambuco. Ha publicado los libros "Una Mirada a la Ley General de Educación", "El Qué y el Cómo del P.E.I.", "Mitos, Leyendas y Rajaleñas" y "Cuentos, sonetos y poemas".
Carlos Alberto Celis Victoria (1960)
Médico general, escritor y pintor. Autor de las novelas "El amor no existe" y "Creería en ella si supiera bailar", y los poemarios "Música al ritmo de corazón" y "Sueños de Espejos". 
Miguel de León (1961) 
Seudónimo de Miguel Darío Polanía Rodríguez. Pintor, escritor, poeta y crítico de arte nacido en 1961 en Pitalito Huila. Autor de los libros "Cinco meses, poemas de reposo", "Gota de rocío", "El sótano del Cielo", "Calles hemos visto, nunca la ciudad", "La sangre de los recuerdos olvidados", "Los cuentos del Guacacallo". Director de la Biblioteca Olegario Rivera del Centro de Convenciones José Eustasio Rivera.
Fernando Bermúdez Ardila (1963)
Escritor, historiador y empresario nacido en la región del Quindío, radicado en el departamento del Huila hace 36 años.  Su obra se ha centrado en temas de paz.  Entre los libros publicados se encuentran:  "Propuesta de Paz" de los cuales se donaron 70.000 ejemplares en el 2008 en la Feria Internacional del Libro de Bogotá, "Reflexiones de vida", "El fin del fin", "Entre el diablo y yo", "EL dorado en el Amazonas", "Santos, héroes y sátiros", "El reino de cristal", "El príncipe Bupin", "Bermudeando", "Tierra de dioses", entre otros.  Bermúdez se encuentra radicado en la ciudad de Neiva, donde participa activamente en diversas actividades culturales, filantrópicas y literarias. Su obra Propuesta de Paz fue la base para ser nominado en el año 2010 al Premio Nobel de la Paz.
Mónica Yepes (1963)
Autora de libros juveniles: "Así Brilla el Arco Iris", "Voces y Silencios de Amor". 
Heider Rojas (1963)
Abogado y escritor. Director de la Revista Índice de Literatura. Ha publicado "El Testimonio de Norma Cleves" y "Supresión de las Cartas".
José Ademir Agudo (1964)
Ganador del Concurso "José Eustasio Rivera" en 1993. Autor de "Hechizo del Verano".
Jader Rivera Monje (1964)
Autor de "Prosas elementales" y "Los hijos del Bosque".
Betuel Bonilla Rojas (1969)
Primer puesto en el Concurso Departamental de Cuento "Humberto Tafur Charry" en dos ocasiones. Autor de "Pasajeros de la memoria" y "La ciudad en ruinas".
Winston Morales Chavarro (1969)
Poeta, novelista, periodista y catedrático. Magister en Literatura Hispanoamericana de la Universidad Andina Simón Bolívar. Autor de los poemarios "Aniquirona", "De regreso a Shuaima", "Summa Poética", "La dulce Aniquirona", "Memorias de Alexander de Brucco", "Camino a Rogitama", "La ciudad de las piedras que cantan", "Temps era temps", "¿A dónde van los días transcurridos?", "Lámpara cifrada" y "El vuelo de los pájaros azules"; la novela "Dios puso una sonrisa sobre su rostro" y los textos académicos "Poéticas del ocultismo en las escrituras de José Antonio Ramos Sucre, Carlos Obregón, César Dávila y Jaime Sáenz" y "Acústica del abandono".  
Esmir Garcés Quiacha (1969)
Comunicador social. Primer premio en el Concurso Departamental de Poesía "José Eustasio Rivera" en seis ocasiones. Autor de "Todos los Ríos".
David Alberto Campos Vargas (1982)
Pensador, escritor, médico psiquiatra, psicoterapeuta, activista, historiador, filósofo, teólogo y pintor neivano. Uno de los intelectuales más interesantes del siglo XXI. Creador de la psicoterapia formativa, un modelo de psicoterapia enfocado en la formación integral de la persona, la plenitud de vida y el bienestar total. Asimismo, es el fundador y director de la Sociedad de Psicoterapia Formativa, que ha logrado educar a varias generaciones de terapeutas en América, Asia y Europa. Su producción filosófica abarca temas éticos, sociopolíticos, antropológicos, económicos, religiosos y culturales. 
Médico de la Universidad Javeriana, neuropsicólogo de la Universidad de Valparaíso, especialista en Psiquiatría de la Universidad Javeriana, neuropsiquiatra de la Pontificia Universidad Católica de Chile, filósofo de la Universidad Santo Tomás de Aquino, teólogo del Obispado Castrense y especialista en Gerencia de la Universidad CESMAG. Ex presidente de la Sociedad de Amigos de Jung y de la Sociedad Junguiana de Colombia, ex presidente del Instituto para el Desarrollo de las Américas y ex presidente del Comité de Ética de VitalCare. Ha sido profesor de Psicoterapia, Psicología, Neurofilosofía, Psiquiatría, Ética, Bioética, Diálogo Interreligioso, Cultura de Paz, Diversidad Cultural e Inclusión Social, Estudios Culturales y Filosofía del Derecho, en distintas universidades. Asimismo, es conferencista internacional.
Su quehacer político se enmarca en la defensa de la paz mundial, las libertades personales (especialmente la libertad de pensamiento y la libertad de expresión), los derechos civiles, la justicia social, la inclusión social, el diálogo interreligioso, la defensa de la población migrante, la equidad de género, la integración de las minorías étnicas, el ecologismo y el espíritu democrático. Ha buscado humanizar la atención psiquiátrica y sensibilizar a la sociedad con respecto al bienestar emocional, la plenitud de vida, la felicidad, la integración y la inclusión social. Su poesía y su trabajo científico (en el que destacan artículos y ensayos relacionados con psicoterapia, psicología social, psiquiatría comunitaria,  y neurociencias) están ligados a l existencialismo, a la filosofía de la liberación y a la teología de la liberación. Ha acuñado los términos "neoposmodernidad", "cultura light", "sinergia terapéutica", "formatividad", "liderazgo sinérgico", "totalitarismo de género", "machihembrismo", "armonización multimodal", "personalidad canina", "ecualización psíquica" y "psicología del bienestar", y ha ampliado los conceptos de responsabilidad social, diversidad psicosocial, corresponsabilidad ecológica, daño social, hembrismo, vínculo terapéutico, alianza terapéutica, inteligencia emocional y habilidades no técnicas.
Autor de los poemarios "Palacio de Cristal", "Ópera Cromática", "Nuevo Orden", "Umbra et Imago", "Liberación de la Palabra", "Plenitud", "Fuga en Mi Mayor", "Catedral y Aquelarre", "Cien poemas para un país de ignaros", "Vida" y "Renacer"; los textos de cuentos "El caso Lieberman y otros cuentos" y "Cuentos para no dormir"; las novelas "Las Araucarias", "El Mamerto", "La apacible rutina de Lamberto", , "Pantano de Irrelevancia", "Buscando la Bestia" y "Las aventuras del pastor Camilo"; las crónicas "Pandemia" y "Resistencia y Testimonio"; los libros filosóficos "La maldición latinoamericana: por qué los latinoamericanos votan por los peores candidatos", "Ensayos sobre la Neoposmodernidad", "Reflexiones sobre la visión del Infierno de Oliva Arias", "Aportes Teológicos de los Padres de la Iglesia", "Breve Historia de la Filosofía" e "Historia de la Humanidad"; y los textos científicos "Tratado de Psicopatología", "Historia de la Psiquiatría", "Fundamentos de Psicoterapia Formativa", "Psicoterapia Formativa en tiempos de crisis" y "Manual de Psicología y Psiquiatría Canina". También es redactor de la Revista de Psicoterapia Formativa.
En su rol científico y como ecologista, ha destacado por la revindicación de los derechos de los animales en general, muy especialmente de los perros, y ha realizado investigaciones pioneras en la psicoterapia en caninos, y en la detección de la y el tratamiento de los trastornos depresivos, los trastornos de ansiedad y los trastornos mixtos depresivo-ansiosos en los perros. 
Condecorado con la distinción Andrés Bello en 1998, la mención de honor de la Gobernación del Huila en 1992, 1993 y 19981, la mención de honor Rotaract en 1998, premios por trayectoria docente en 2011, 2014, 2018 y 2019, y la medalla san Francisco de Asís en 2025. Fue ganador del Concurso de Poesía y Cuento de la Facultad de Medicina de la Pontificia Universidad Javeriana en nueve ocasiones. Es el creador del Congreso Mundial por la Paz y la Misericordia (anual, desde 2024), del Simposio Quindiano de Psiquiatría y Salud Mental (anual, desde 2015 hasta 2023), del Congreso Mundial de Filosofía, Arte, Interculturalidad, Teología y Humanidades (anual, desde 2020), del Congreso Mundial de Psicología, Psiquiatría y Psicoterapia (anual, desde 2021) y de los Congresos de Psicoterapia Formativa (desde 2017). 
Álvaro Trujillo Cuenca
Autor de "Folclor Coreomusical de Peñas Blancas", "Génesis y Evolución del Baile del Sanjuanero Huilense" y "Bambuco Tradicional Baile Autóctono Huilense".
Camilo Francisco Salas Ortiz
Historiador y docente. Autor de "Huila, Montaña Luminosa". Miembro de la Academia Huilense de Historia.
Olga Tony Vidales
Educadora huilense, asesinada por un grupo terrorista en la década de 1980. Sus poemas y ensayos han sido estudiados por el maestro Antonio Iriarte. Uno de los Auditorios de la Universidad Surcolombiana de Neiva lleva su nombre.